# Ноно, Аллан
Аллан Дориан Ноно (фр. Allen Dorian Nono; 15 августа 1992, Порт-Жантиль, Габон) — габонский футболист, нападающий клуба «Пеликан» и национальной сборной Габона. Участник летних Олимпийских игр 2012 года.

## Биография
Аллан Ноно родился 15 августа 1992 года в габонском городе Порт-Жантиль.

### Клубная карьера
Начал профессиональную карьеру в клубе чемпионата Габона — «Битам». После чего, перешёл в стан команды «ЮСМ Либревиль».
В сезоне 2012/13 выступал за марокканскую команду «Хурибга». В «Хурибге» он провёл 5 игр и забил 2 гола в чемпионате Марокко. Затем, играл за габонский «Мангаспорт». С 2015 года является игроком команды «Пеликан» из города Ламбарене. В своём первом сезоне в команде Ноно стал лучшим бомбардиром чемпионата Габона, забив 19 голов. Его «Пеликан» стал обладателем бронзовых наград турнира.

### Карьера в сборной
В ноябре — декабре 2011 года участвовал в чемпионате Африки среди молодёжных команд (до 23-х лет), который проходил в Марокко. Габон стал победителем турнира, обыграв в финале хозяев марокканцев со счётом (2:1) и получил путёвку на Олимпийские игры 2012. Ноно стал автором одного из голов в финальном поединке.
В августе 2012 году главный тренер олимпийской сборной Габона Клод Мбуруно вызвал Аллана на летние Олимпийские игры в Лондоне. В команде он получил 7 номер. В своей группе габонцы заняли третье место, уступив Мексики и Республики Корея, обогнав при этом Швейцарию. Ноно сыграл во всех трёх играх на турнире.
В составе национальной сборной Габона дебютировал 9 сентября 2012 года в товарищеском матче против Буркина-Фасо (0:0).

## Достижения
- Бронзовый призёр чемпионата Габона (1): 2015/16
- Лучший бомбардир чемпионата Габона (1): 2015/16